# Calea Victoriei sau cheia visurilor
Calea Victoriei sau Cheia visurilor este un film românesc din 1966 regizat de Marius Teodorescu. Rolurile principale au fost interpretate de actorii Geo Barton, George Calboreanu și Mircea Șeptilici. Este o ecranizare a romanelor Calea Victoriei (1930) și Cheia visurilor (1936) de Cezar Petrescu.

## Distribuție
Distribuția filmului este alcătuită din:
- Geo Barton — Constantin Lipan, un judecător consilier la Curtea de Apel din Pitești numit în funcția de procuror general
- George Calboreanu — Iordan Hagi-Iordan, magnat al industriei petrolului, un om de afaceri bogat originar din Brăila
- Mircea Șeptilici — Gică Elefterescu, ministrul justiției, fostul coleg de clasă și apoi protectorul al lui Lipan
- Iurie Darie — Mirel Alcaz, redactor la ziarul Evenimentul zilei și apoi directorul ziarului Voința
- Mitzura Arghezi — Elena Lipan, soția procurorului
- Luminița Iacobescu — Sabina Lipan, fiica procurorului, studentă la Facultatea de Litere
- Mircea Constantinescu — „Spartacus”, bătrân anarhist, asasinul prim-ministrului
- Nicolae Dinică — Ion Ozun, scriitor, iubitul Sabinei Lipan
- Ștefan Iordache — Costea Lipan, fiul procurorului, student la Facultatea de Drept
- Paul Sava — Dima, ziarist la Voința, camaradul lui Mirel˛Alcaz
- Mihai Berechet — Giculescu, judecătorul însărcinat cu soluționarea dosarului Hagi-Iordan
- Simion Negrilă
- Zephi Alșec — patronul ziarului Evenimentul zilei (menționat Zephy Alșec)
- Ruxandra Argeșiu
- Dorin Moga
- Gheorghe Novac
- Rodica Mirea
- Lulu Cruceanu
- Mariana Georgescu

## Primire
Filmul a fost vizionat de 1.420.520 de spectatori în cinematografele din România, după cum atestă o situație a numărului de spectatori înregistrat de filmele românești de la data premierei și până la data de 31 decembrie 1989 alcătuită de Centrul Național al Cinematografiei.